# BBC Radio 4 Extra

Antigo logotipo da BBC Radio 4 Extra (2011-2022).

BBC Radio 4 Extra é uma estação de rádio digital de âmbito nacional, com transmissão 24 horas por dia. É a emissora do arquivo de palavra falada da BBC, de onde se origina a maioria da sua programação. Também transmite programas suplementares e versões alargadas dos programas da Radio 4, e disponibiliza um serviço de "catch-up" para alguns dos programas desta.
Foi lançada em dezembro de 2002 como BBC 7, transmitindo uma programação semelhante de comédia e ficção de arquivo e programação infantil. A estação foi renomeada como BBC Radio 7 em 2008, e foi depois novamente relançada como Radio 4 Extra a 4 de abril de 2011. No primeiro trimestre de 2013, a Radio 4 Extra teve uma audiência semanal de 1.642 milhões de ouvintes e uma quota de mercado de 0,95%.